# Melanezijski zovoj
Melanezijski zovoj (lat. Puffinus heinrothi) je vrsta morske ptice iz porodice zovoja. Ima dug i tanak kljun s blijedo-smeđom donjom stranom.
Nastanjuje okolna mora Bismarckovih otoka i Salomonovih otoka. Kolonije za gniježdenje nikad nisu uspostavljene, ali postoje neka izvješća o jedinkama (uključujući i tek izlegnute ptiće) na otocima Bougainville i Kolombangara, pa neki vjeruju da se tu gnijezdi.

## Vanjske poveznice
|  | Wikivrste imaju podatke o taksonu Puffinus heinrothi |

- BirdLife species factsheet